# Брянчанинов, Владимир Николаевич
Владимир Николаевич Брянчанинов (15 [27] сентября 1875, Санкт-Петербург — 22 августа 1963, Монморанси) — российский придворный и государственный деятель.

## Биография
Младший сын Николая Семёновича Брянчанинова и Натальи Владимировны Алексеевой.
Окончил университет, с 12 августа 1895 (старшинство с 8.09.1894) корнет 25-го Казанского драгунского полка. 26 октября 1896 переведен в лейб-гвардии Кавалергардский полк. Поручик (22.07.1900, со старшинством с 12.08.1899). 1 сентября 1899 — 30 июля 1902 прикомандирован к Генеральному штабу для прохождения курса восточных языков; вышел в отставку в чине штабс-ротмистра.
10 ноября 1902 назначен внештатным чиновником канцелярии Его величества по всем делам Гражданской администрации Великого княжества Финляндского; 30 января 1903 переведен в распоряжение генерал-губернатора Виленского, Ковенского и Гродненского, 14 мая 1903 поступил в распоряжение Виленского губернатора. До 1912 года служил на разных должностях в администрации Виленской губернии, с 31 декабря 1905 постоянный член Виленской губернской управы. 29 января 1905 переименован в статский чин коллежского асессора (старшинство с 20 ноября 1903), 22 апреля 1907 пожалован в камер-юнкеры, 5 апреля 1908 произведен в надворные советники (старшинство с 20 ноября 1907), 6 декабря 1910 в коллежские советники за отличие по службе (старшинство с 20 ноября 1910).
По смерти дяди Александра Семёновича, не оставившего мужского потомства, по соглашению с его вдовой Софьей Борисовной унаследовал родовое имение в Покровском, став последним владельцем усадьбы Брянчаниновых.
С 28 мая 1912 по 1914 год был архангельским вице-губернатором, 14 апреля 1913 произведен в статские советники за отличие по службе (старшинство с 12 ноября 1912), 6 апреля 1915 был назначен исполняющим обязанности Радомского вице-губернатора, а с 23 сентября 1915 по 1917 год был Радомским губернатором. 15 апреля 1916 стал главным уполномоченным по размещению беженцев в Архангельской, Вологодской и Вятской губерниях; с 31 мая 1917 председатель Отделения охраны Московского комитета по оказанию благотворительной помощи семьям мобилизованных на войну.
Спасаясь от угрозы расстрела, после большевистского переворота бежал из Москвы в Новочеркасск. В 1918—1919 годах был вице-губернатором Ставропольской губернии, занятой частями ВСЮР.
В 1920 году эвакуировался с семьей из Сочи в Стамбул, откуда эмигрировал в Болгарию, а в конце 1920-х в Чехословакию. После второй мировой войны и установления в Чехословакии коммунистического режима в 1950 году перебрался с женой во Францию. Был председателем ревизионной комиссии общества «Кавалергардская Семья», в 1953 году был избран в собрание старейшин общества. Умер в доме русских военных инвалидов в Монморанси. Был погребен там же; в 2006 году останки были перенесены в родовую усыпальницу в село Покровское.

## Награды
- Орден Святого Станислава 3-й ст. (9.04.1900)
- Орден Святой Анны 3-й ст. (6.12.1904)
- Орден Святого Станислава 2-й ст. (6.12.1907)
- Орден Святого Владимира 4-й ст. (1.01.1916)
- Светло-бронзовая медаль в память 300-летнего юбилея царствования дома Романовых (4.04.1913)
- Светло-бронзовая медаль «За труды по отличному выполнению всеобщей мобилизации 1914» (12.02.1915)

## Семья
Жена (1902): Софья Алексеевна Татищева (30.04.1882—19.09.1966, Монморанси), дочь Алексея Никитича Татищева и княжны Екатерины Борисовны Мещерской.
Дети:
- Наталья (23.02.1905—17.03.1992, Италия). Муж (1932): Лео Пачини, профессор Братиславского университета.
- Екатерина (22.06.1906—18.07.1993, Перт). Муж (1933): Александр Шуберт.